# Neodrassex
Neodrassex es un género de arañas de tierra del orden Araneae. Fue descrito por Ott en 2012.

## Especies
- Neodrassex aureus Ott, 2012
- Neodrassex cachimbo Ott, 2013
- Neodrassex ibirapuita Ott, 2013
- Neodrassex iguatemi Ott, 2012
- Neodrassex nordeste Ott, 2013